# Harry Kümel
Harry Kümel, né le 27 janvier 1940 à Anvers, est un réalisateur belge.

## Biographie
C'est vers la fin des années 1960 que Kümel réalise son premier long-métrage Monsieur Hawarden, un film en noir et blanc dont le personnage principal est une femme amenée à assumer l'identité d'un homme.  Le film est présenté dans divers festivals dont ceux de Hyères et de Chicago.
En 1971, il réalise Les Lèvres rouges, un film d'épouvante stylisé, en couleurs cette fois-ci, avec Delphine Seyrig dans le rôle d'une vampire lesbienne, plus ou moins inspirée du mythe de la comtesse Elisabeth Báthory.  On retrouve également au générique l'actrice québécoise Danielle Ouimet.
Kümel est surtout connu pour son film suivant, sorti en Belgique en 1971 et l'année suivante en France, soit sa version de Malpertuis, libre adaptation du roman fantastique de Jean Ray.  Le film jouit d'une distribution prestigieuse qui comprend Orson Welles, Michel Bouquet, Sylvie Vartan, et Susan Hampshire dans un triple rôle.  Pour la seule fois de sa carrière,  Kümel voit un de ses films sélectionné au Festival de Cannes.
Il est crédité aux génériques de cinq épisodes de la télé-série érotique Série rose entre 1986 et 1990. En 1991, il réalise Eline Vere, une adaptation d'un roman naturaliste de Louis Couperus publié à la fin de XIXième siècle.  Le film est tièdement reçu en Belgique et peu diffusé ailleurs.
Harry Kümel est Régent du Collège de 'Pataphysique et occupe la chaire de Démonologie et d'Occultisme. Il a enseigné le cinéma à l'université libre de Bruxelles et dans différentes écoles de cinéma en Flandre et aux Pays-Bas.
En 2014, Kümel se voit décerner le Mira d'or par l'Association de la presse cinématographique flamande pour souligner l'ensemble de sa carrière.

## Filmographie

### Cinéma
- 1963 : Hendrik Conscience
- 1965 : De Grafbewaker
- 1969 : Monsieur Hawarden, d'après le roman de Filip De Pillecyn
- 1971 : Les Lèvres rouges (Daughters of Darkness)
- 1971 : Malpertuis, d'après le roman de Jean Ray
- 1976 : De Komst van Joachim Stiller, d'après le roman d'Hubert Lampo
- 1978 : Le Paradis perdu
- 1985 : The Secrets of Love
- 1991 : Eline Vere, d'après le roman de Louis Couperus

### Télévision
- 1987-1990 : Série rose :
  - L'Élève (d'après Nicolas Edme Restif de La Bretonne)
  - La Serre (Guy de Maupassant)
  - La Fessée (Marguerite de Navarre)
  - Le Demi-mariage ou Le Triomphe de la vertu (Nicolas Edme Restif de La Bretonne)
  - La Revanche (Guy De Maupassant)
  - La Mandragore (Nicolas Machiavel, Jean de La Fontaine)

## Distinctions
- 2014 : Mira d'or